# Yin Junhua
Yin Junhua (förenklad kinesiska: 尹 军花), född den 17 augusti 1990 i Xingtai, är en kinesisk boxare.
Hon tog OS-silver i lättvikt i samband med de olympiska boxningstävlingarna 2016 i Rio de Janeiro..